# لو کلی
لو کلی (انگلیسی: Lew Kelly؛ ‏ ۲۴ اوت ۱۸۷۹ – ۱۰ ژوئن ۱۹۴۴) بازیگر اهل ایالات متحده آمریکا بود. وی بین سال‌های ۱۹۲۸ تا ۱۹۴۴ میلادی فعالیت می‌کرد.
از فیلم‌هایی که وی در آن‌ها نقش داشته‌است، می‌توان به بانو و آقا، اسب شیطان، میسیسیپی، روباه‌های کوچک و در گرداگرد شهر اشاره نمود.